# Beef
Beef (ang. „kłótnia, sprzeczka”) – rodzaj konfliktu na tle artystycznym związany z szeroko pojętą kulturą hip-hop, dotyczy on zarówno DJ-ów, MC, jak i wytwórni płytowych. Beef składa się z co najmniej 2 dissów (wyzwisk). Swoimi korzeniami sięga wczesnych lat 70. XX w., zapoczątkowany przez nowojorskich DJ-ów, którzy występując w czasie swojego występu zachęcali uczestników do zabawy, jednocześnie podsycając entuzjazm zgromadzonych negatywnymi uwagami na temat innych wykonawców oraz zachwalaniem własnych umiejętności i osiągnięć. 
W wyniku prowadzonych beefów powstały serie filmów dokumentalnych Beef, Beef II, Beef III i Beef IV.